# Parfouru-sur-Odon
Parfouru-sur-Odon est une commune française, située dans le département du Calvados en région Normandie, peuplée de 197 habitants.

## Géographie
Parfouru-sur-Odon est située dans la vallée de l'Odon et sur le trajet de l'A84, à 4 kilomètres de Villers-Bocage. Elle fait partie de la communauté de communes Pré-Bocage Intercom. Le village offre des paysages vallonnés et boisés.
| Villy-Bocage                    | Noyers-Missy (comm. dél. de Noyers-Bocage), Tournay-sur-Odon | Tournay-sur-Odon                  |
| Villers-Bocage, Épinay-sur-Odon | Parfouru-sur-Odon                                            | Tournay-sur-Odon                  |
| Épinay-sur-Odon                 | Épinay-sur-Odon                                              | Tournay-sur-Odon, Épinay-sur-Odon |

Le 1er janvier 2017, la commune passe de l'arrondissement de Caen à celui de Vire.

### Hydrographie
La commune est située dans le bassin Seine-Normandie. Elle est drainée par l'Odon, le ruisseau de Ruaudet et le ruisseau de Parfouru,,.
L'Odon, d'une longueur de 47 km, prend sa source dans la commune des Monts d'Aunay et se jette  dans l'Orne à Fleury-sur-Orne, après avoir traversé 20 communes. Les caractéristiques hydrologiques de l'Odon sont données par la station hydrologique située sur la commune d'Épinay-sur-Odon. Le débit moyen mensuel est de 1,01 m3/s. Le débit moyen journalier maximum est de 21 m3/s, atteint lors de la crue du 14 novembre 2010. Le débit instantané maximal est quant à lui de 27 m3/s, atteint le 28 décembre 1999.

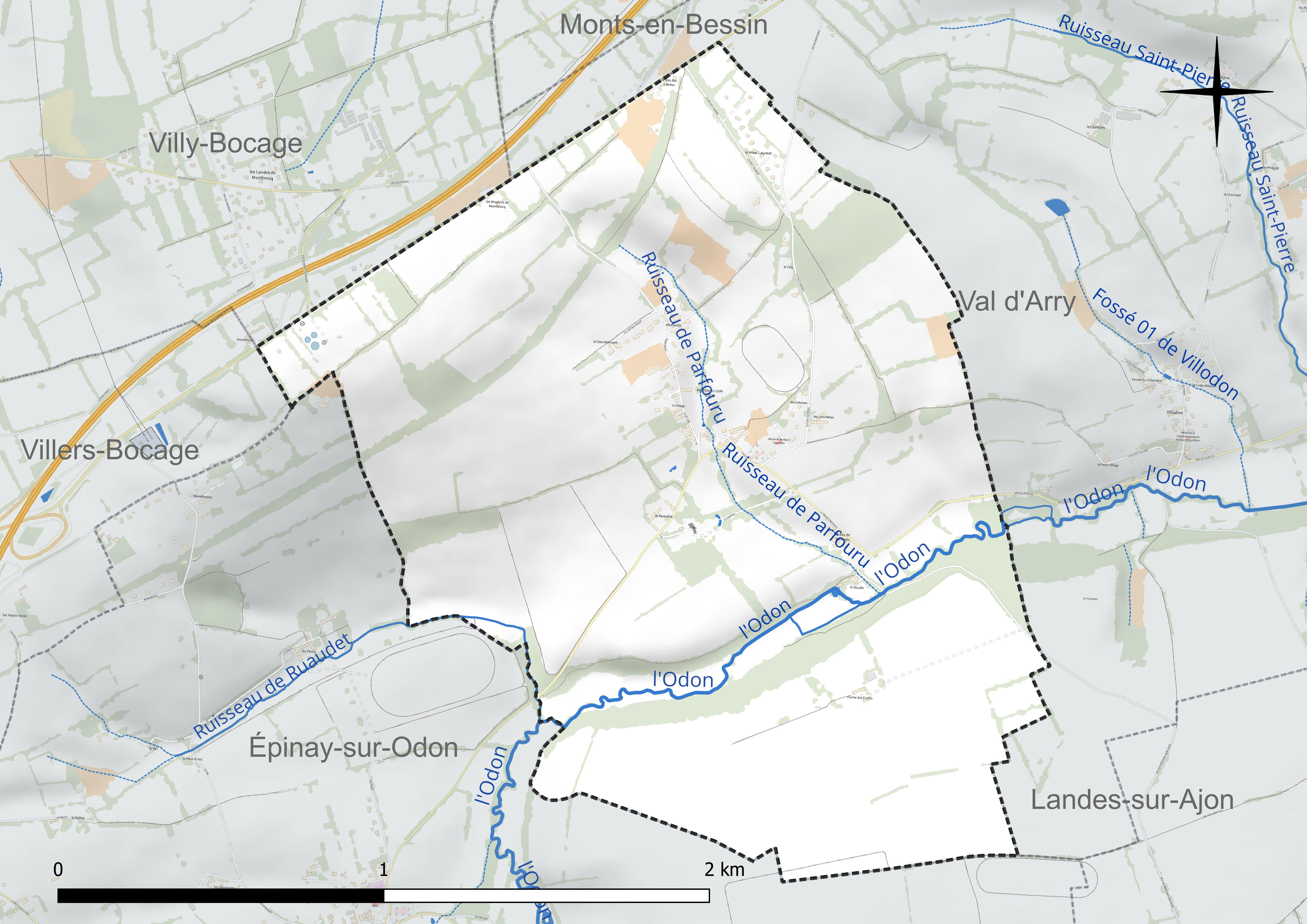
Réseau hydrographique de Parfouru-sur-Odon.

### Climat
Pour des articles plus généraux, voir Climat de la Normandie et Climat du Calvados.
En 2010, le climat de la commune est de type climat océanique franc, selon une étude du CNRS s'appuyant sur une série de données couvrant la période 1971-2000. En 2020, Météo-France publie une typologie des climats de la France métropolitaine dans laquelle la commune est exposée à un climat océanique et est dans la région climatique  Normandie (Cotentin, Orne), caractérisée par une pluviométrie relativement élevée (850 mm/a) et un été frais (15,5 °C) et venté. Parallèlement le GIEC normand, un groupe régional d'experts sur le climat, différencie quant à lui, dans une étude de 2020, trois grands types de climats pour la région Normandie, nuancés à une échelle plus fine par les facteurs géographiques locaux. La commune est, selon ce zonage, exposée à un « climat contrasté des collines », correspondant au Bocage normand, bien arrosé, voire très arrosé sur les reliefs les plus exposés au flux d'ouest, et frais en raison de l'altitude.
Pour la période 1971-2000, la température annuelle moyenne est de 10,4 °C, avec  une amplitude thermique annuelle de 12,6 °C. Le cumul annuel moyen de précipitations est de 820 mm, avec 13 jours de précipitations en janvier et 7,7 jours en juillet. Pour la période 1991-2020, la température moyenne annuelle observée sur la station météorologique la plus proche, située sur la commune de Seulline à 8 km à vol d'oiseau, est de 11,3 °C et le cumul annuel moyen de précipitations est de 992,2 mm,. Pour l'avenir, les paramètres climatiques de la commune estimés pour 2050 selon différents scénarios d'émission de gaz à effet de serre sont consultables sur un site dédié publié par Météo-France en novembre 2022.

## Urbanisme

### Typologie
Au 1er janvier 2024, Parfouru-sur-Odon est catégorisée commune rurale à habitat dispersé, selon la nouvelle grille communale de densité à 7 niveaux définie par l'Insee en 2022.
Elle est située hors unité urbaine. Par ailleurs la commune fait partie de l'aire d'attraction de Caen, dont elle est une commune de la couronne,. Cette aire, qui regroupe 296 communes, est catégorisée dans les aires de 200 000 à moins de 700 000 habitants,.

### Occupation des sols
L'occupation des sols de la commune, telle qu'elle ressort de la base de données européenne d'occupation biophysique des sols Corine Land Cover (CLC), est marquée par l'importance des territoires agricoles (100 % en 2018), en augmentation par rapport à 1990 (93,1 %). La répartition détaillée en 2018 est la suivante : 
terres arables (47,1 %), prairies (46 %), zones agricoles hétérogènes (6,9 %). L'évolution de l'occupation des sols de la commune et de ses infrastructures peut être observée sur les différentes représentations cartographiques du territoire : la carte de Cassini (XVIIIe siècle), la carte d'état-major (1820-1866) et les cartes ou photos aériennes de l'IGN pour la période actuelle (1950 à aujourd'hui).

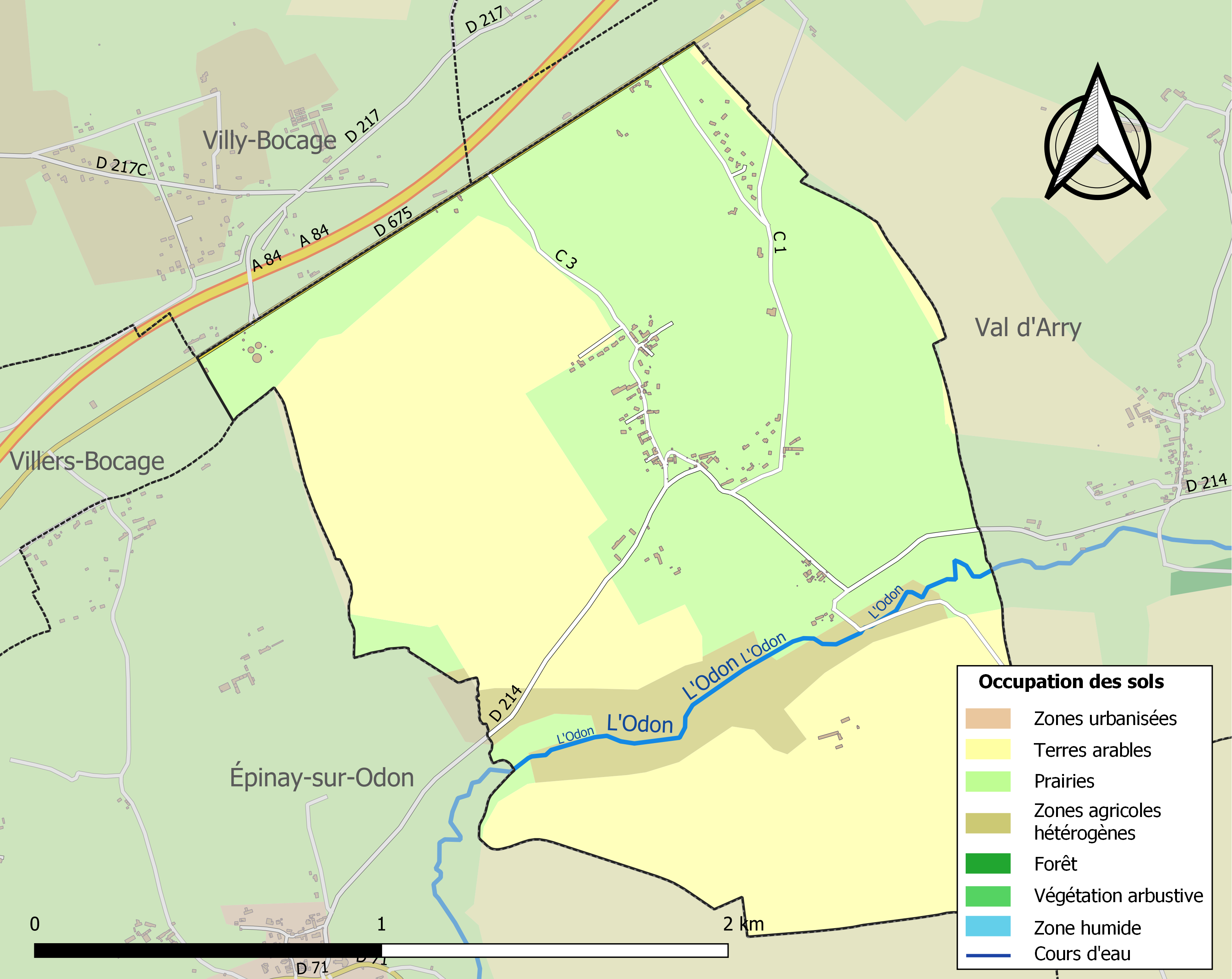
Carte des infrastructures et de l'occupation des sols de la commune en 2018 (CLC).

## Toponymie
Le nom de la localité est attesté sous la forme Perfunt Ru en 1198 (Magni Rotuli) et sous la forme latine Profondus Rivus super Odonem en 1267 (ch. de Mondaye).
Le toponyme est issu de l'ancien français ru et du latin profundus, soit  « ruisseau profond ». L'Odon traverse le territoire.
Le gentilé est Parfourutain.

## Histoire
L'église paroissiale est dédiée à saint Laurent et le patronage appartenait à l'abbé de Cerisy.
La Révolution française atteint le village de Parfouru en 1789 sans que semble  signalé historiquement le moindre incident de parcours parmi les habitants.
Toutefois, les chroniqueurs signalent qu'à défaut d'avoir prêté le serment constitutionnel  relatif à la Constitution civile du clergé, Jean-François Moran, curé de Parfouru, est frappé de déportation le 27 décembre 1794, au grand dam des fidèles attachés à la paroisse.
Le presbytère est désaffecté à cette époque, mais reconstruit sous la Restauration. En 1905, il devient la propriété de la commune, conformément à la loi de séparation des Églises et de l'État. Puis, la mairie s'installe dans le presbytère de Parfouru qui était désaffecté depuis de longues années.
Pour parachever le souvenir de la Révolution à Parfouru, le député du Calvados, Alain Tourret, invité par la municipalité, est venu replanter le 8 janvier 2014 solennellement un arbre de la laïcité, afin de remplacer celui qui avait été détruit par des malfaiteurs quelques jours plus tôt.

## Politique et administration
| Période                                  | Période   | Identité          | Étiquette | Qualité             |
| ---------------------------------------- | --------- | ----------------- | --------- | ------------------- |
| 1989                                     | mars 2001 | André Juchem      | PRG       | Ingénieur           |
| mars 2001                                | 2009      | André Bisson      | SE        | Enseignant retraité |
| 2009                                     | mars 2014 | Dominique Aguiton | SE        |                     |
| mars 2014                                | En cours  | David Piccand     | SE        | Ingénieur           |
| Les données manquantes sont à compléter. |           |                   |           |                     |

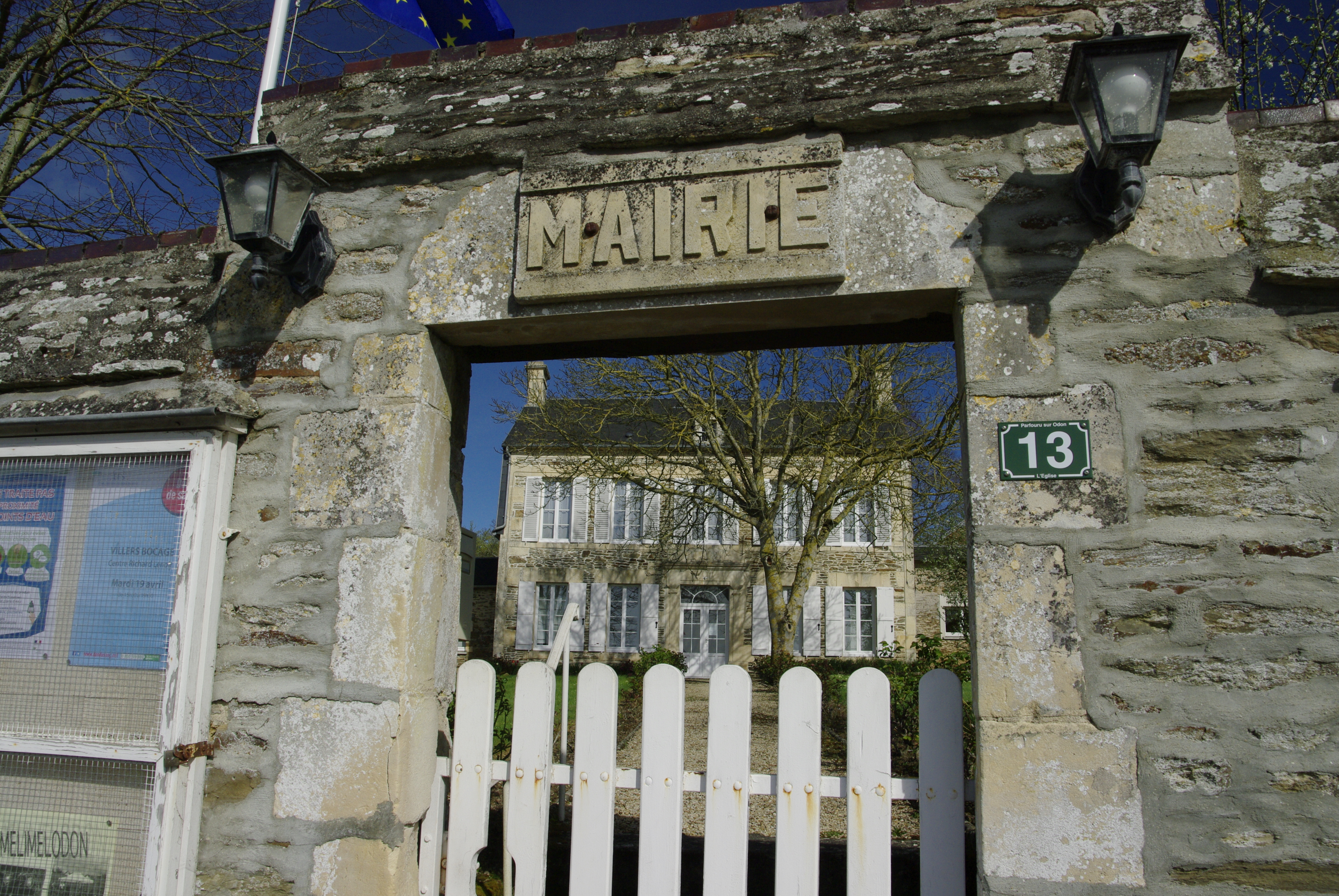
La mairie.

Le conseil municipal est composé de onze membres dont le maire et deux adjoints.

## Démographie
L'évolution du nombre d'habitants est connue à travers les recensements de la population effectués dans la commune depuis 1793. Pour les communes de moins de 10 000 habitants, une enquête de recensement portant sur toute la population est réalisée tous les cinq ans, les populations de référence des années intermédiaires étant quant à elles estimées par interpolation ou extrapolation. Pour la commune, le premier recensement exhaustif entrant dans le cadre du nouveau dispositif a été réalisé en 2008.
En 2022, la commune comptait 197 habitants, en stagnation par rapport à 2016 (Calvados : +1,58 %, France hors Mayotte : +2,11 %).
Parfouru-sur-Odon a compté jusqu'à 210 habitants en 1866.
| 1793 | 1800 | 1806 | 1821 | 1831 | 1836 | 1841 | 1846 | 1851 |
| ---- | ---- | ---- | ---- | ---- | ---- | ---- | ---- | ---- |
| 139  | 114  | 184  | 176  | 162  | 157  | 177  | 190  | 187  |

| 1856 | 1861 | 1866 | 1872 | 1876 | 1881 | 1886 | 1891 | 1896 |
| ---- | ---- | ---- | ---- | ---- | ---- | ---- | ---- | ---- |
| 177  | 201  | 210  | 203  | 188  | 182  | 188  | 177  | 178  |

| 1901 | 1906 | 1911 | 1921 | 1926 | 1931 | 1936 | 1946 | 1954 |
| ---- | ---- | ---- | ---- | ---- | ---- | ---- | ---- | ---- |
| 170  | 150  | 132  | 115  | 123  | 144  | 122  | 119  | 117  |

| 1962 | 1968 | 1975 | 1982 | 1990 | 1999 | 2006 | 2008 | 2013 |
| ---- | ---- | ---- | ---- | ---- | ---- | ---- | ---- | ---- |
| 138  | 104  | 131  | 150  | 147  | 136  | 152  | 157  | 194  |

| 2018 | 2022 | - | - | - | - | - | - | - |
| ---- | ---- | - | - | - | - | - | - | - |
| 196  | 197  | - | - | - | - | - | - | - |

## Lieux et monuments
- Église Saint-Laurent, remaniée au  XVIIIe siècle. Elle appartenait à l'abbaye de Cerisy-la-Forêt. Selon Arcisse de Caumont dans son étude Statistique monumentale du Calvados, tome 1 (1846), page 207, « L'église de Parfouru est moderne, avec fenêtres arrondies : la tour seule, placée à l'extrémité occidentale et couverte en bâtière, est plus ancienne et me paraît du XVe. Elle porte une inscription en lettres gothiques très frustres, que je n'ai pu lire d'en bas. » Plusieurs éléments sont inscrits (1983) au titre d'objets, notamment l'ensemble tableau central (1780), maître-autel, et retable (fin XVIIIe), une statue dite Vierge à l'enfant (XVIIIe), et une statue de saint Laurent (XVIIIe).
- Château de Parfouru, édifié au XVIIe siècle, résidence de Philippe-François-Henri Abaquesné, seigneur de Parfouru en 1767. Philippe Abaquesné de Parfouru devient président du canton de Villers-Bocage en 1808. Il meurt en 1827 en l'hôtel de Parfouru, à Valognes. Le château de Parfouru est la résidence privée de la famille Périer de Féral de Schwarz depuis 1983.

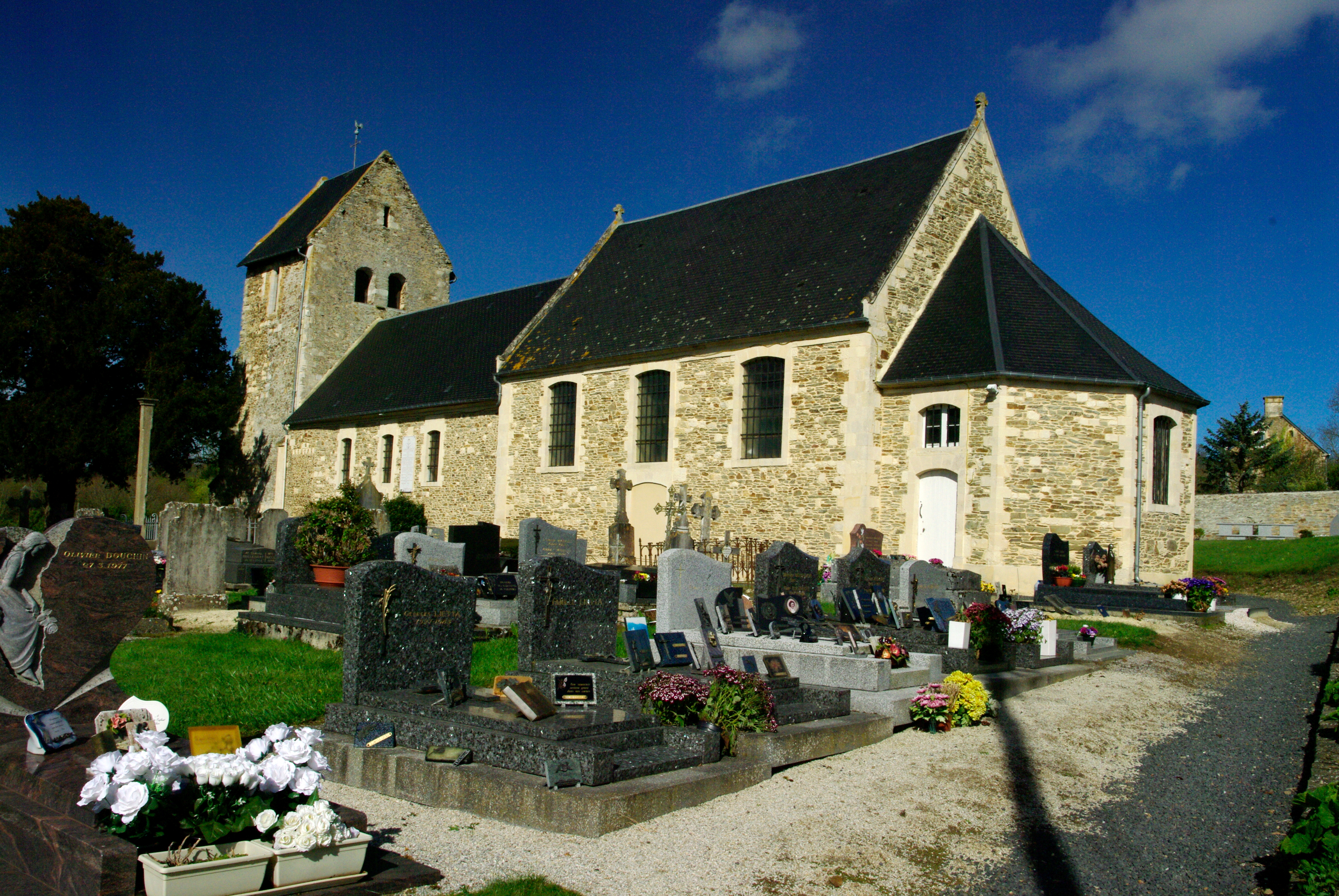
L'église Saint-Laurent.
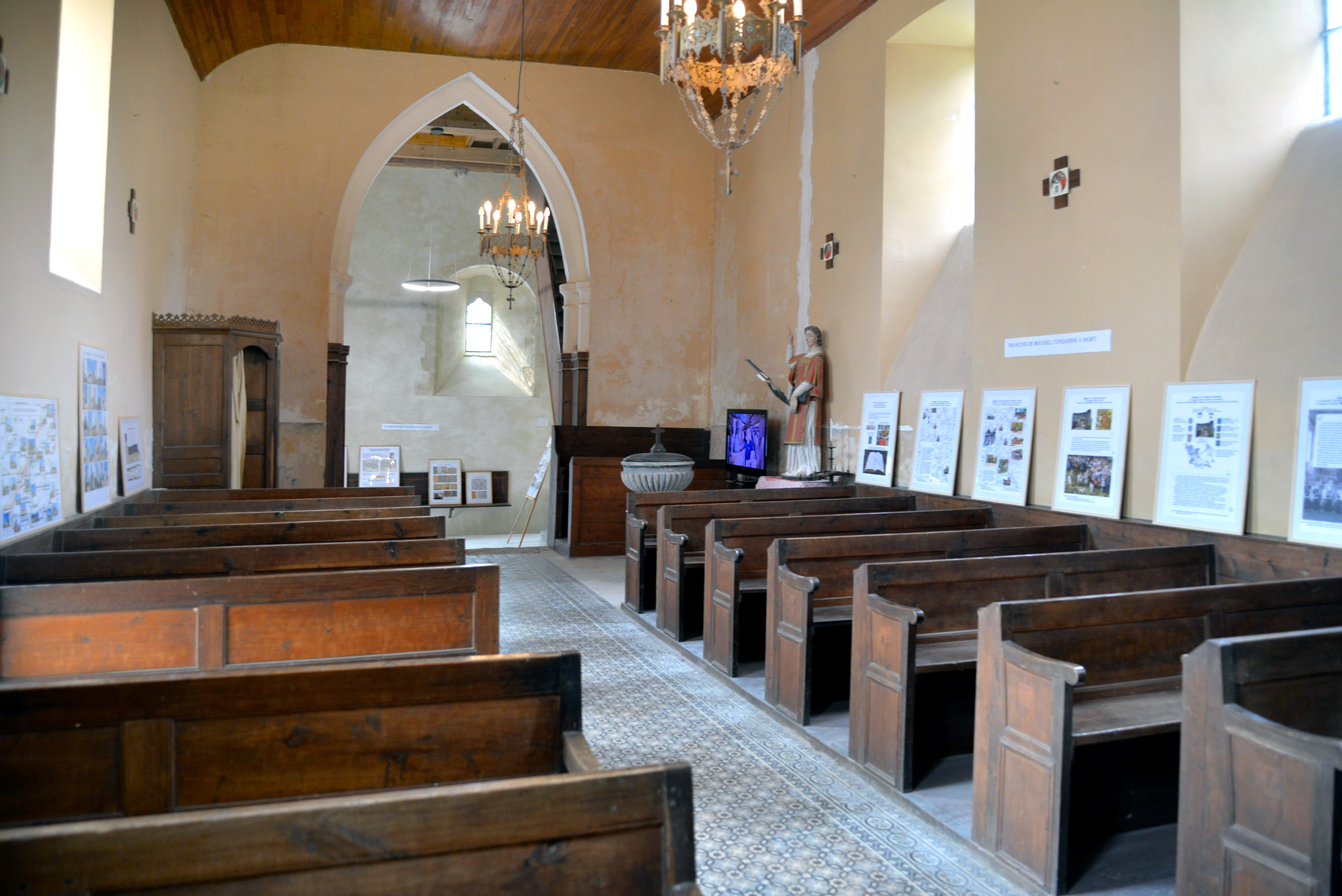
La nef de l'église.
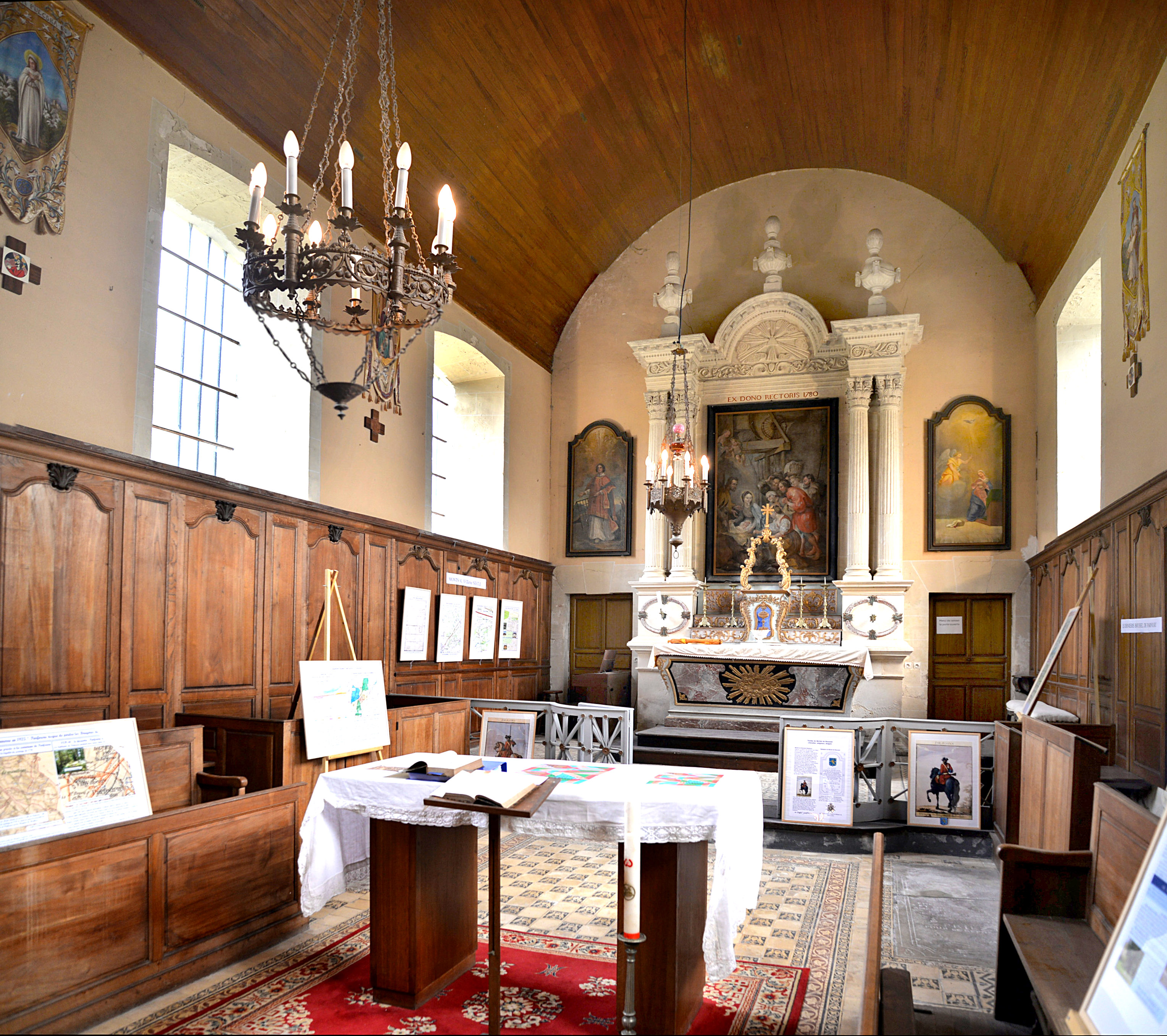
Le chœur de l'église.
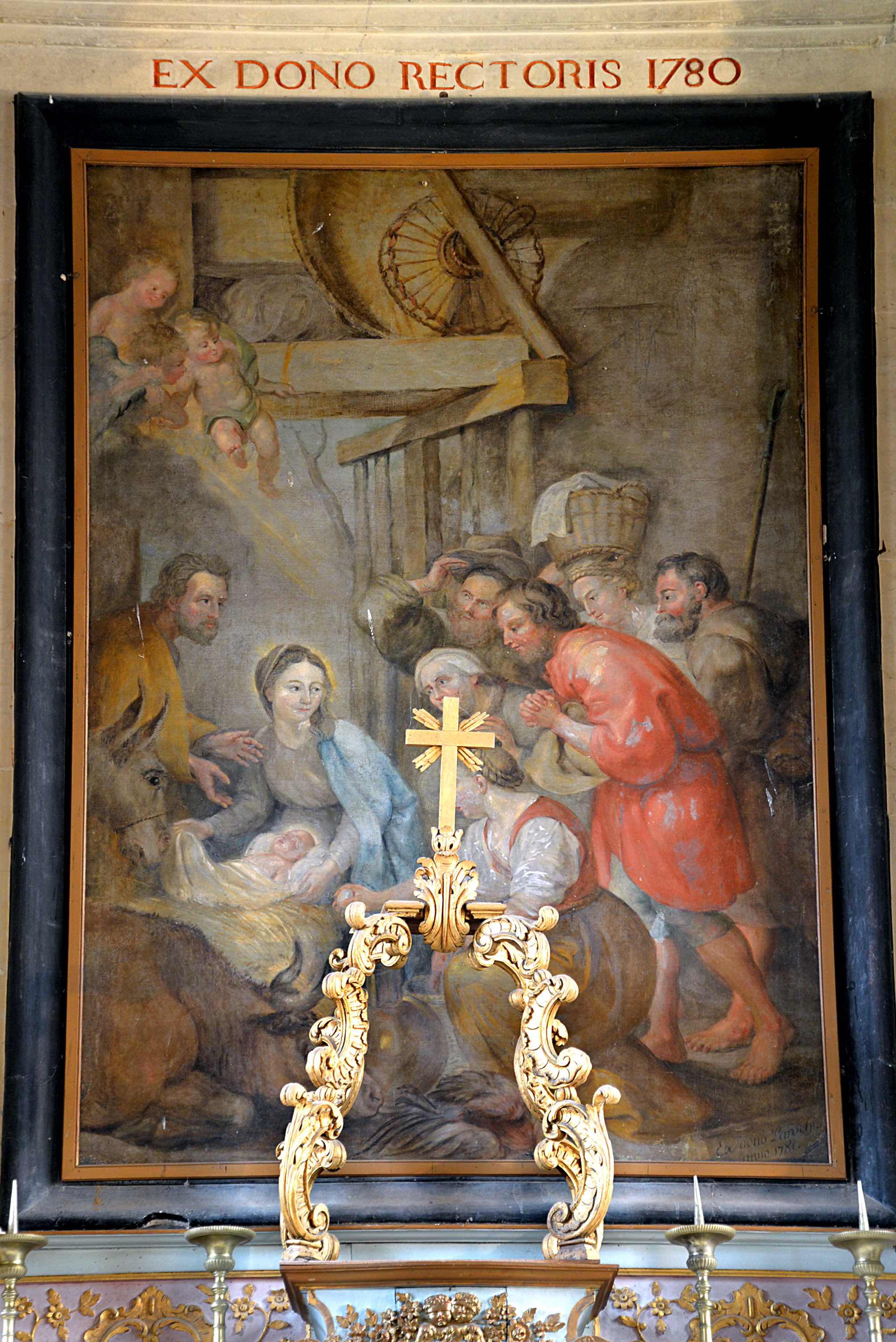
Le tableau central du maître-retable de l'église.
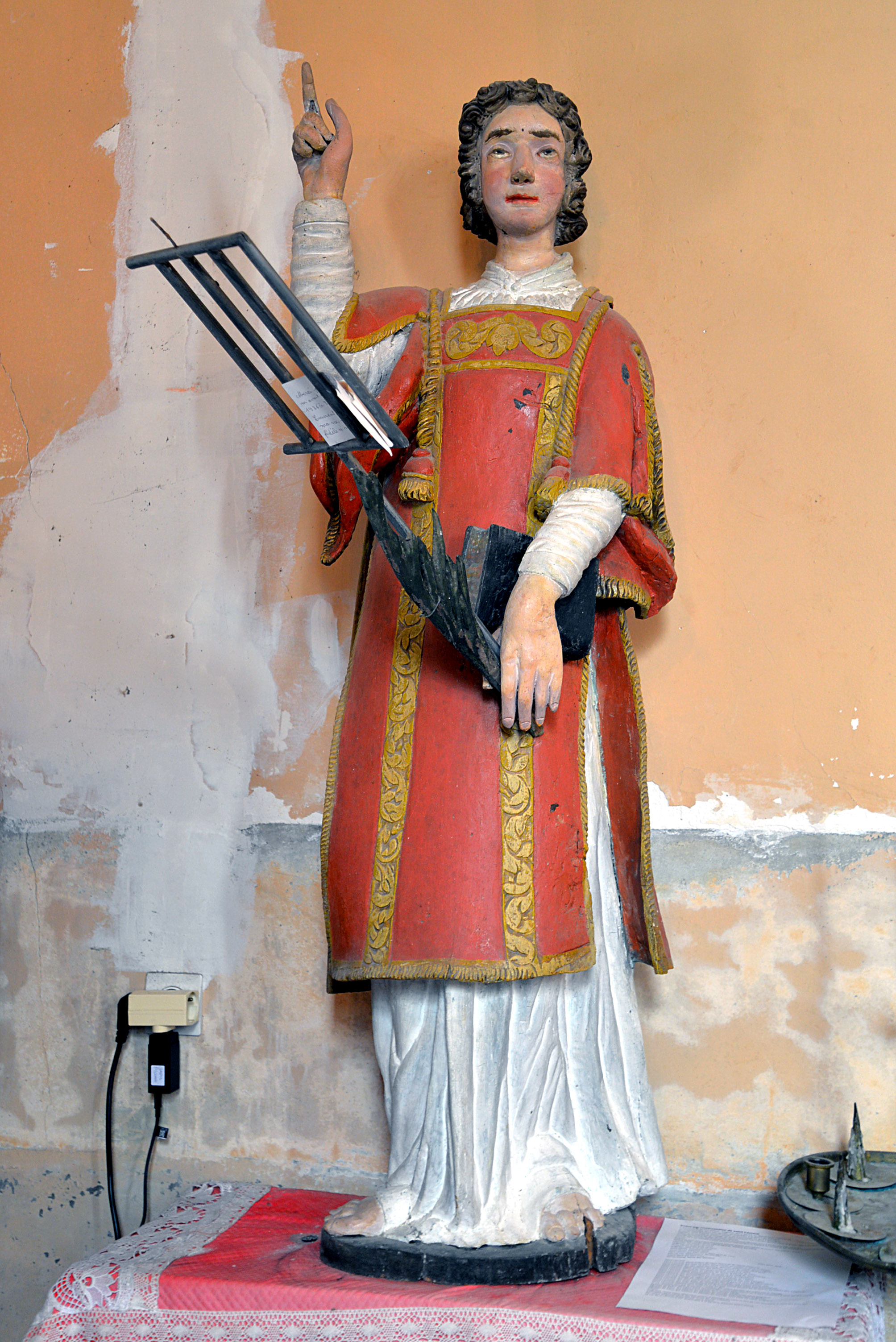
La statue de saint Laurent.
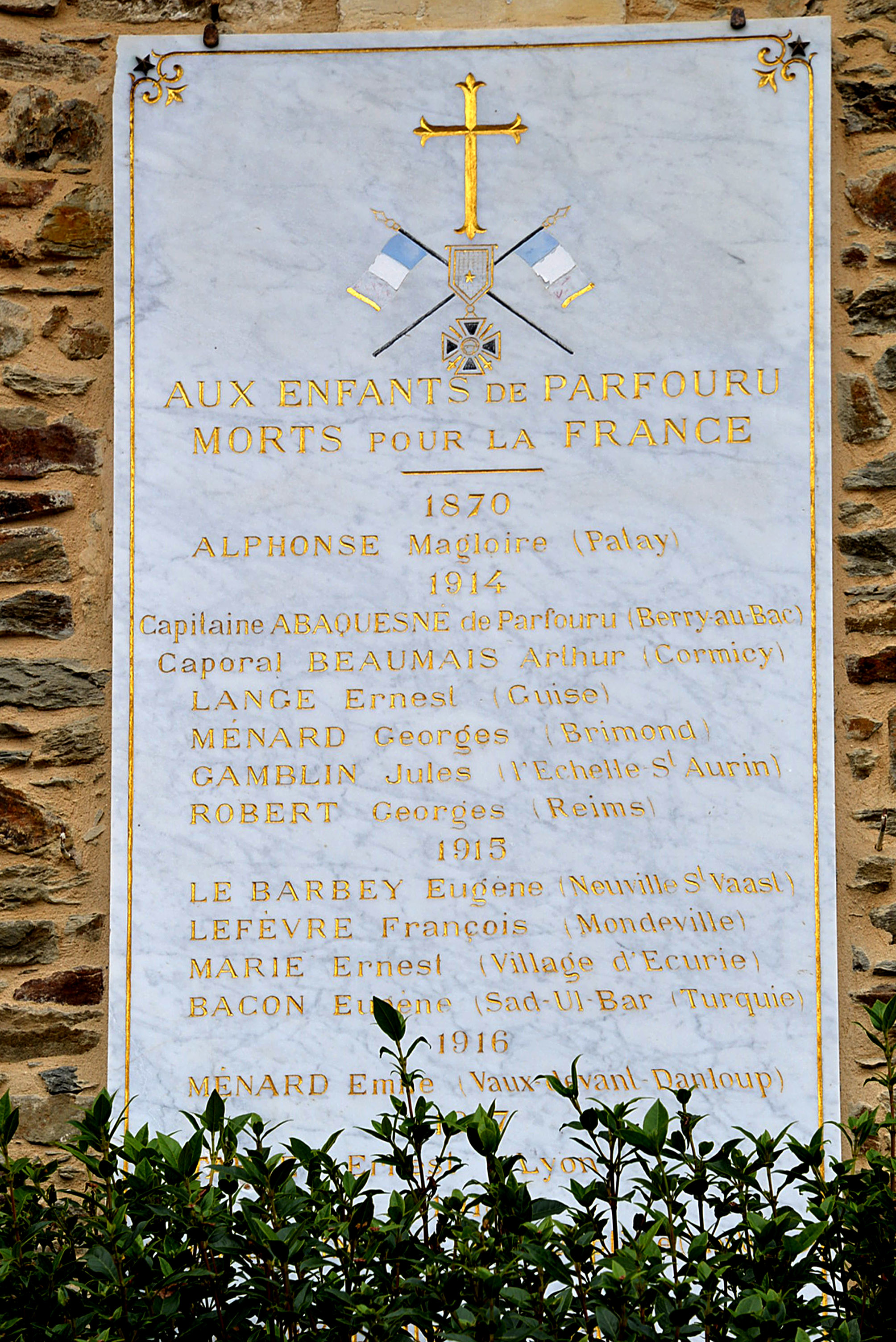
Plaque commémorative 1914-1918 sur le mur de l'église.
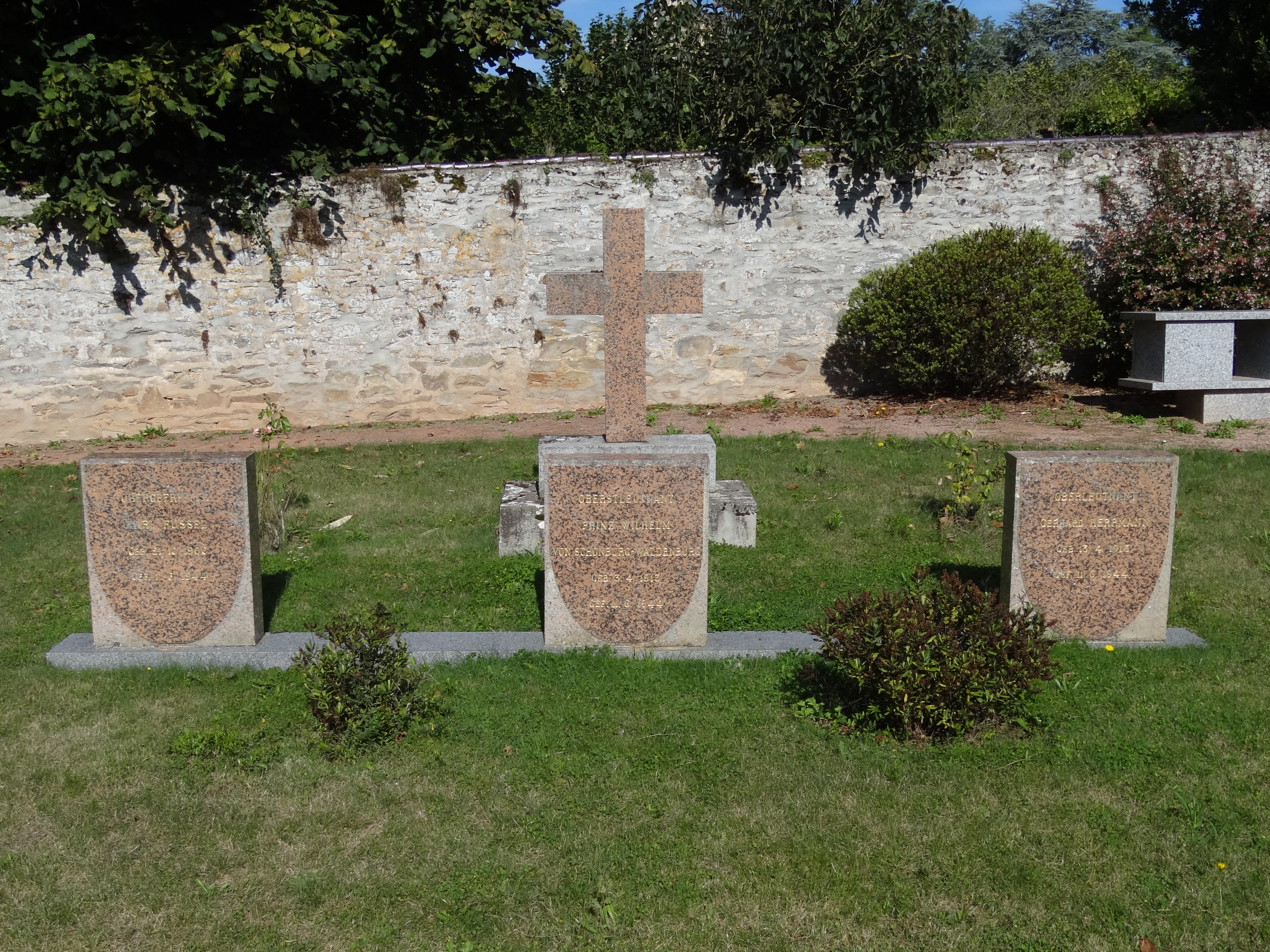
Tombes militaires allemandes dans le cimetière du village.
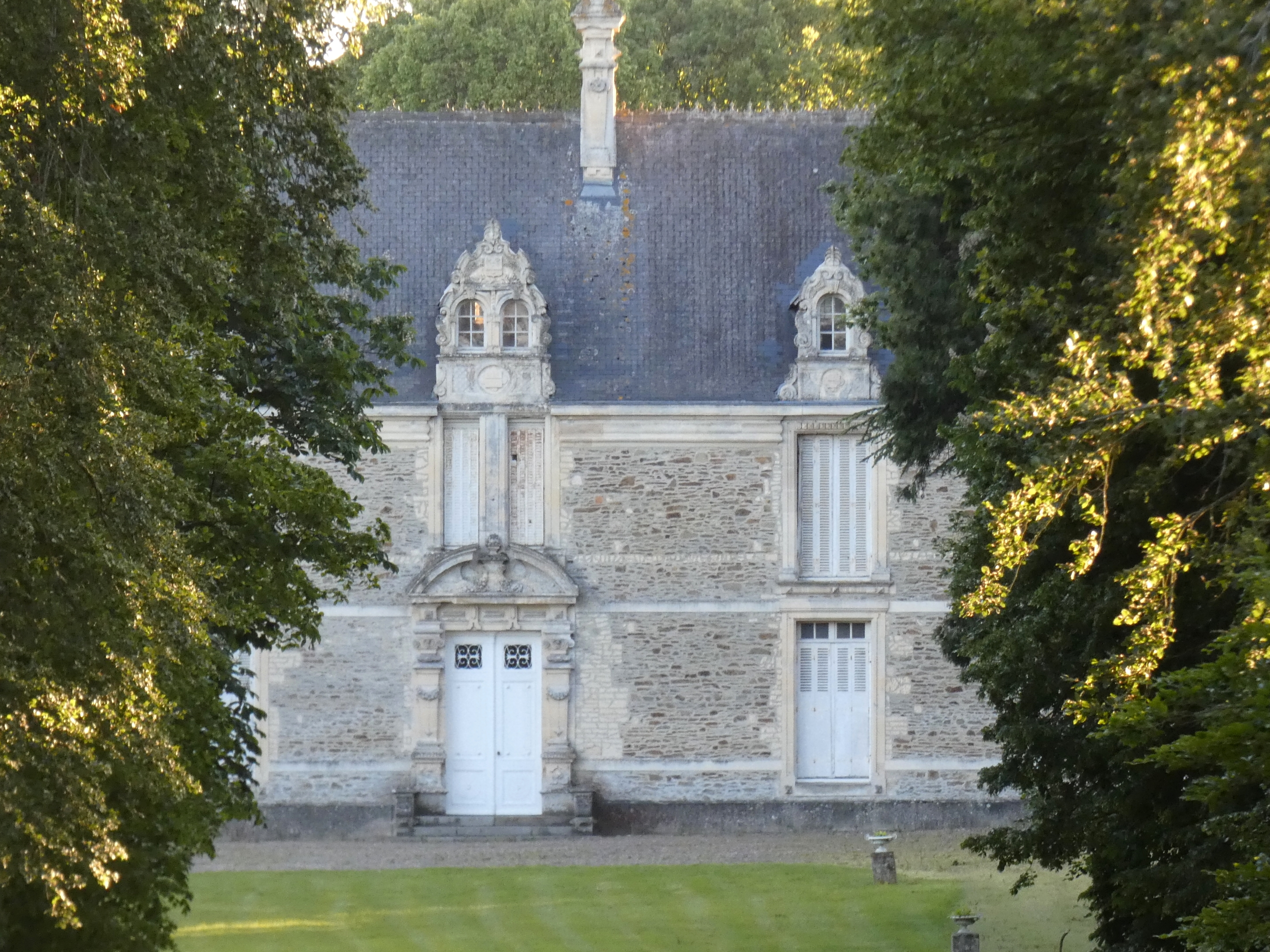
Le château.

## Personnalités liées à la commune
- Victor-Pierre-Henri Abaquesné de Parfouru (1777-1853), capitaine au 1er régiment de la garde royale, chevalier de la Légion d'honneur, donateur en 1830 du terrain sur lequel est édifié le nouveau presbytère de Parfouru, en remplacement de celui qui avait été détruit par les révolutionnaires.